# William Howard, I barone Howard di Effingham
William Howard, I Barone Howard di Effingham (1510 circa – 12 gennaio 1573) figlio di Thomas Howard, II duca di Norfolk, servì sotto i regni di Enrico VIII d'Inghilterra e dei suoi tre figli Edoardo VI d'Inghilterra, Maria I d'Inghilterra ed Elisabetta I d'Inghilterra arrivando a ricoprire le cariche di Grand'Ammiraglio e Lord Ciambellano.

## Gli Howard
William Howard nacque attorno al 1510 da Thomas Howard, II duca di Norfolk e della sua seconda moglie, Agnes Tylney, morta nel 1545. Suo fratellastro, grazie al primo matrimonio del padre con Elizabeth Tilney era Thomas Howard, III duca di Norfolk, mentre una delle sue sorellastre era Elizabeth Howard che fu la madre di Anna Bolena.
Dopo aver completato gli studi presso il Trinity Hall William fu portato presso la corte di Enrico VIII d'Inghilterra che nel 1531 lo mandò in veste d'ambasciatore in Scozia e mentre l'anno dopo lo portò con sé a Boulogne finché nello stesso anno fu nominato Conte maresciallo di Inghilterra all'incoronazione di Anna Bolena, figlia della sua sorellastra Elizabeth Howard, contessa di Wiltshire.

## Il prestigio a corte
William partecipò a missioni in Scozia e Francia, nel 1535 fu mandato ancora in Scozia perché donasse l'Ordine della Giarrettiera a Giacomo V di Scozia, i due s'incontrarono di Venerdì Santo al Castello di Stirling discutendo delle possibilità che Enrico e Giacomo s'incontrassero per San Michele. Negli anni seguenti tornò in Scozia diverse volte per tentare di persuadere Giacomo a seguire le politiche reliogiose di Enrico ed infine nel 1539 fu fra coloro che accolsero Anna di Clèves, quarta moglie di Enrico, al suo arrivo a Calais. 
Il 22 dicembre 1541 venne accusato di aver favorito Catherine Howard, sua nipote e quinta moglie del re, nel commettere adulterio con Thomas Culpeper, gentiluomo di camera del re. Al processo che ne seguì venne condannato alla prigione a vita e alla perdita di ogni titolo o bene, tuttavia dopo l'esecuzione di Caterina venne perdonato e rilasciato nel febbraio del 1542. 
Due anni dopo William accompagnò Edward Seymour, I duca di Somerset nella sua campagna di invasione della Scozia, mentre nel luglio dello stesso anno prese parte all'assedio di Boulogne.
La sua carriera subì una seconda battuta d'arresto con l'arresto e l'esecuzione di suo nipote Henry Howard, conte di Surrey avvenuta nel 1547, tuttavia fu una cosa temporanea. Nel 1549 William si alleò con John Dudley, I duca di Northumberland nel colpo di mano che portò alla cattura e alla morte del duca di Somerset, reggente per conto di Edoardo VI d'Inghilterra salito al trono ancora bambino dopo la morte di Enrico nel 1547. La salita al potere di Dudley gli portò, nel 1551, il castello di Effingham ed altre proprietà, nel 1552 divenne governatore di Calais e venne ammesso nel Consiglio privato di sua maestà, infine venne creato |lord alto ammiraglio nel 1553. Edoardo morì il 6 luglio 1553 e William rivoltandosi contro l'antico alleato Dudley tenne Calais per conto della principessa Maria contro le forze di Jane Grey, nuora di Dudley, che era stata installata sul trono dal suocero.
Maria salì al trono nel luglio dello stesso anno e nel gennaio seguente ella mandò William a trattare con gli ambasciatori spagnoli venuti a Londra per discutere delle sue nozze con Filippo II di Spagna. Nello stesso mese scoppiò la Rivolta di Wyatt capeggiata da Thomas Wyatt il Giovane contro Maria e William fu incaricato di difendere Londra, il 7 febbraio egli fu in grado di mantenere la porta di Ludgate impedendo ai ribelli di accedere alla City e costringendoli alla resa poche ore dopo. A titolo di ricompensa per il servizio reso William venne creato barone Howard di Effingham nel 1554, il 20 marzo dello stesso anno fu nominato Lord Ammiraglio al posto di Edward Clinton, I conte di Lincoln (1512-16 gennaio 1584 o 1585) ed infine il 9 ottobre gli venne dato l'Ordine della Giarrettiera.
In qualità di Lord Ammiraglio William, insieme a ventotto navi, andò ad accogliere Filippo II di Spagna, al suo arrivo in Inghilterra nel 1555 e in agosto scortò il sovrano nelle Fiandre.
Nel 1557 William espresse una velata preferenza perché a Maria succedesse sua nipote la principessa Elisabetta e questo lo espose al sospetto di tradimento per quanto egli non si dimostrò mai sleale nei confronti di Maria. In ogni caso venne privato del titolo di Lord Ammiraglio, che venne restituito a Clinton, in ogni caso per ricompensarlo della perdita venne creato Lord gran ciambellano con una pensione annua di 200£. Quando Elisabetta divenne Elisabetta I d'Inghilterra, a seguito della morte di Maria nell'autunno del 1558, l'influenza di William a corte crebbe e ricevette molti prestigiosi incarichi che continuarono a succedersi fino alla morte avvenuta il 12 gennaio 1573.

## Matrimonio e figli
William si sposò in prime nozze, in data anteriore al 18 giugno 1531 con Katherine Broughton (morta il 23 aprile 1535) e insieme ebbero:
- Agnes Howard

Attorno al 1536 William si risposò con Margaret Gramage (morta nel 1581) con cui ebbe:
- Charles Howard, I conte di Nottingham
- William Howard
- Edward Howard
- Henry Howard
- Douglas Howard
- Mary Howard
- Frances Howard (morta nel 1598 che sposò Edward Seymour, I conte di Hertford
- Martha Howard (1555 circa - 1598)
- Katherine Howard